# 東山広域農道
東山広域農道（ひがしやまこういきのうどう）は、山梨県の峡東地域に存在する農道の総称。

## フルーツライン
フルーツラインは峡東地域の環状道路。信号機は殆ど設置されていなく、車の流れは良いが、勾配が多い。
- 起点：春日井町鎮目、鎮目ランプ附近
- 経由都市：山梨市
- 終点：甲州市勝沼町、勝沼IC附近
- 延長：
- 幅員：

## ピーチライン
ピーチラインは峡東地域の塩山附近から春日居に至る広域農道。山梨県道208号線と重複している。起点附近に西関東道路下岩下ランプがある。

## 周辺
- 笛吹川フルーツ公園[1]
- 勝沼ぶどう郷駅
- 春日居温泉